# Rudolf Wittig
Rudolf Wittig (* 10. Oktober 1900 in Warnsdorf; † 26. August 1978 in Dresden) war ein deutscher Bildhauer.

## Leben

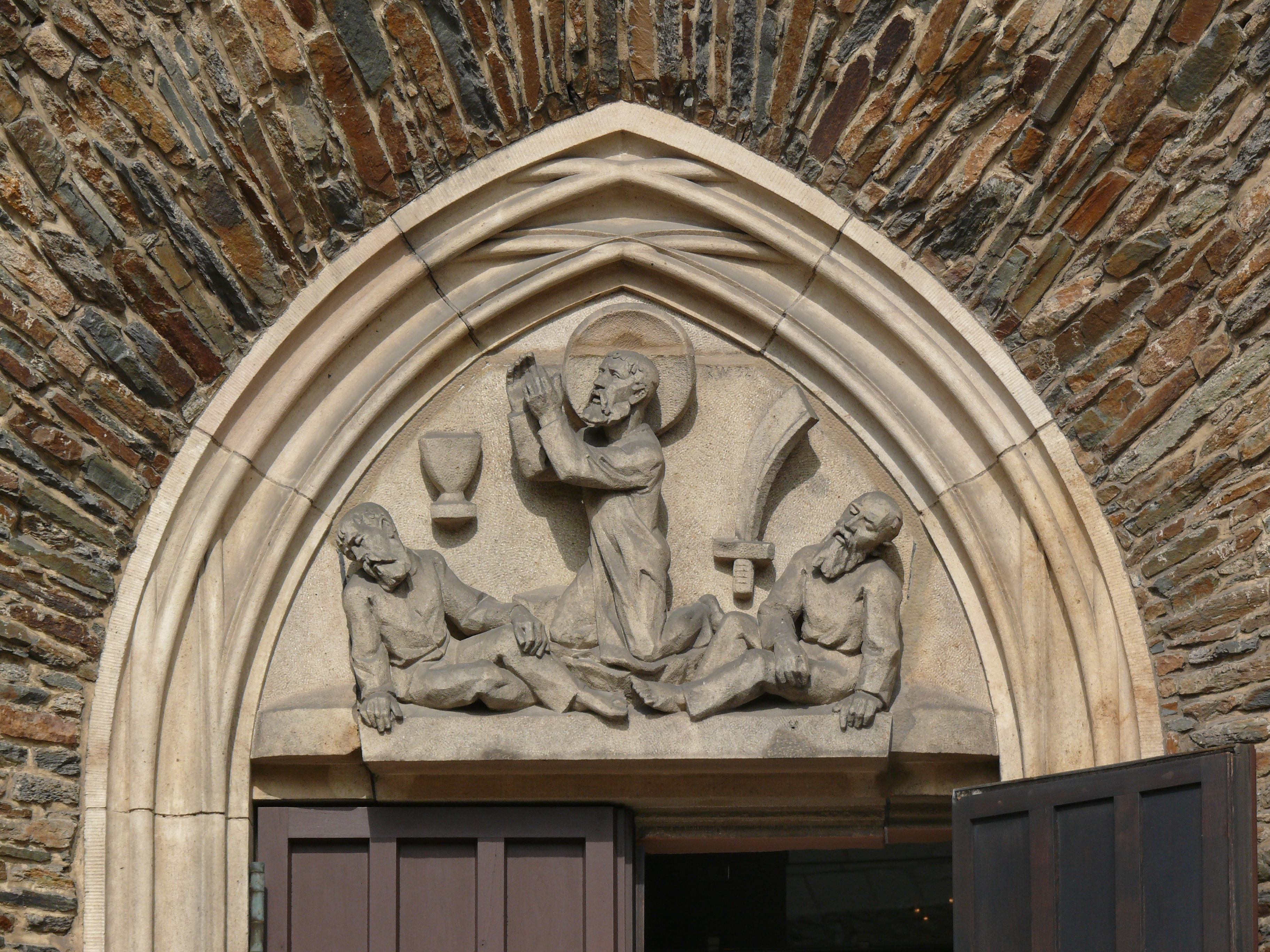
Ölbergrelief, St. Annenkirche, Annaberg-Buchholz 1932

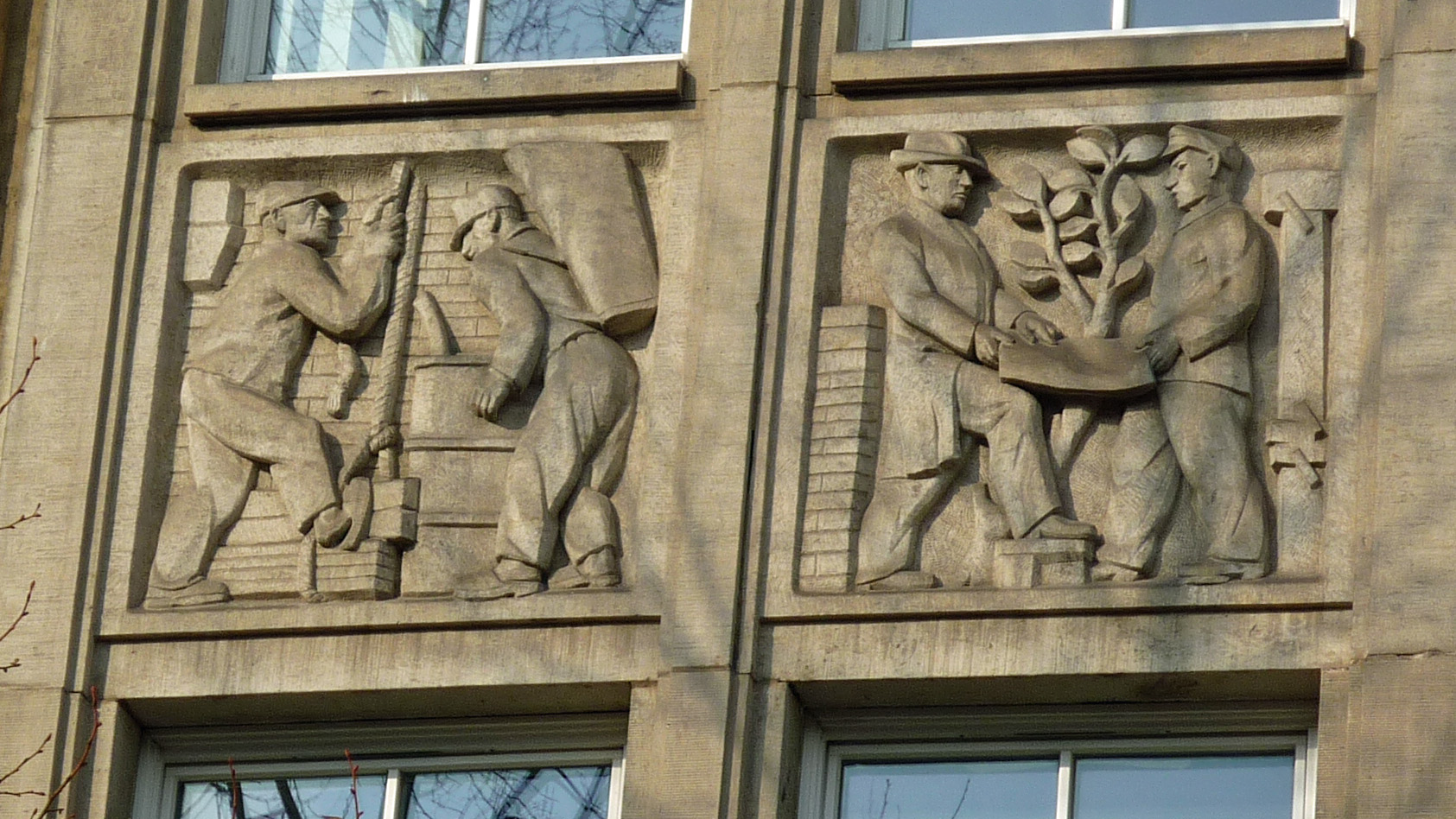
Relief Das Leben auf dem Bau, Dresden 1954

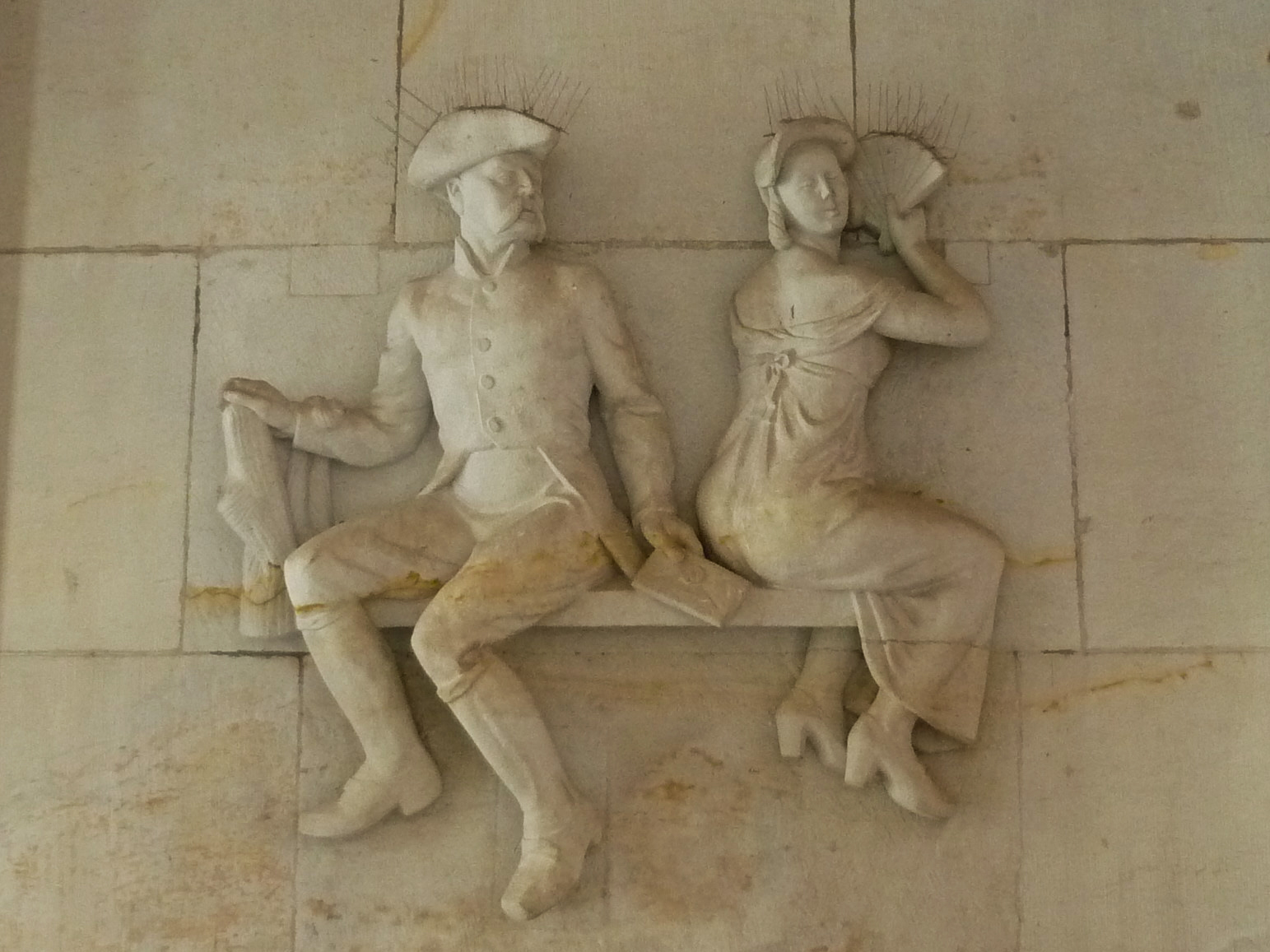
Relief Ratschaisenträger übergibt einen Liebesbrief, Dresden 1955

Wittig absolvierte zunächst eine Lehre als Steinbildhauer, Holzschnitzer und Glasmaler und war als Glasmaler in Haida tätig. Er studierte ab 1919 an der Kunstgewerbeschule Dresden unter Karl Groß sowie von 1924 bis 1927 an der Kunstakademie Dresden bei Karl Albiker.
Er war ab 1929 in Dresden als selbstständiger Bildhauer tätig. Das Adressbuch verzeichnet ihn zuletzt 1943 in der Beilstraße, die während der Luftangriffe auf Dresden schwere Schäden erlitt.
Neben kleineren Kunstwerken, die sich unter anderem im Besitz des Dresdner Stadtmuseums befinden, schuf Wittig vor allem Bauplastik. Für das Westportal der St. Annenkirche in Annaberg-Buchholz entstand 1932 ein Ölbergrelief. Wittig arbeitete bereits vor 1932 an der Bauplastik am Wasserturm Klotzsche, die die Tänzerin Marianne Vogelsang (1912 – 1973) als Knieende zeigt. Im Zuge der Renovierung des Turms wurde die Bauplastik 2004 separat vor dem Wasserturm aufgestellt.
In der Zeit des Nationalsozialismus war Wittig obligatorisch Mitglied der Reichskammer der bildenden Künste. 
Nach Ende des NS-Staats war Wittig vor allem in Dresden tätig. Er gehörte 1947 zu den Gründungsmitgliedern der Dresdner Künstlergruppe Das Ufer und war jahrelang Mitarbeiter der Zwingerbauhütte, die den Dresdner Zwinger wiederherstellte. Im Rahmen des Wiederaufbaus der Stadt gehörte er zudem zu den Bildhauern, die an der künstlerischen Neugestaltung des Altmarkts beteiligt waren, so schuf er ein Relief am Café Prag. Gemeinsam mit Max Lachnit erhielt er 1958 den Auftrag zur künstlerischen Gestaltung der Löwen-Apotheke auf der Wilsdruffer Straße. Wittigs Entwurf sah dabei eine „herauskragende Fahne aus Weißblech“ vor, die von der Jury zugunsten von Lachnits Löwenentwurf abgelehnt wurde. Weitere Arbeiten umfassen Reliefs für ein Gebäude der TH Dresden und das Neue Rathaus.

## Darstellung Wittigs in der bildenden Kunst
- Hans Theo Richter: u. a. Bildniskopf Rudolf Wittig (1969, Kreidezeichnung, 49,2 × 31,5 cm)[7]

## Werke (Auswahl)
- Brunnen sowie Reliefs an Sparkasse und Schule in Neusalz an der Oder[8]
- vor 1932: Frau mit Ziege, getönter Gips
- vor 1932: Studie zur Bauplastik Knieende – Die Tänzerin Marianne Vogelsang, getönter Gips
- um 1932: Stehende, Holz
- 1932: Rotbüffel, Bronze
- 1932: Ölbergrelief, Westportal der St. Annenkirche in Annaberg-Buchholz[9]
- 1934/1935: Knabe mit Hund, Steinguss?; vormals Dresden-Klotzsche, Hauptstraße 26, vor der damaligen 83. Oberschule[10]
- 1935: Relief Knieende – Die Tänzerin Marianne Vogelsang am Wasserturm Klotzsche
- Sinnende (Statue, Bronze; 1947 ausgestellt auf der Ersten Ausstellung Dresdner Künstler)[11]
- 1950er-Jahre: Büste Hermann Ilgen, vor dem Stadthaus Wurzen[12]
- 1951: Volkstanzgruppe, Gips für Metallguss[13][14]
- 1953: Bronzeskulptur Junge Bäuerin (mit Ziege)[15][14]
- 1954: Sandsteinrelief zum Thema Das Leben auf dem Bau am Erker des Studentenwohnheim „Prof. Dr. Fetscher“ in Dresden
- 1955: Relief Ratschaisenträger übergibt einen Liebesbrief, Arkaden des Café Prag, Dresden[16]
- 1957: Elementare Erscheinungen der Physik, Flachreliefs am Eingang D des Physikalischen Instituts der TH Dresden
- 1962/65: Wappen der Partnerstädte, Westflügel des Neuen Rathauses, Dresden[17][18]

## Teilnahme an Ausstellungen (mutmaßlich unvollständig)
- 1933: Dresden („Gemeinsame Ausstellung 3 Künstlergruppen. Künstlervereinigung, Deutscher Künstlerverband, Dresdner Sezession“)
- 1934: Dresden, Brühlsche Terrasse („Sächsische Kunstausstellung“)
- 1948: Leipzig, Museum der bildenden Künste, „Ausstellung Dresdner Künstler“[19]